# Ramesodes
Ramesodes is een geslacht van vlinders van de familie Uilen (Noctuidae), uit de onderfamilie Amphipyrinae.

## Soorten
- R. aequalis Berio, 1973
- R. divisa (Hampson, 1902)
- R. micropis Hampson, 1910
- R. nycteris Bethune-Baker, 1911
- R. oblonga Berio, 1976